# Ischnochiton broomensis
Ischnochiton broomensis är en blötdjursart som beskrevs av Edwin Ashby och Cotton 1934. Ischnochiton broomensis ingår i släktet Ischnochiton och familjen Ischnochitonidae. Inga underarter finns listade i Catalogue of Life.